# 설형문자 법

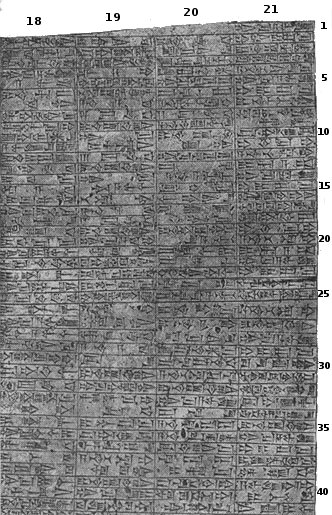
함무라비 법전의 비문

설형문자 법은 설형문자로 기록된 임의의 법전을 말한다. 그것은 고대 중동의 수메르, 바빌로니아, 아시리아, 엘람, 후르족, 카사이트 그리고 히타이트에서 개발되고 사용되었다.
함무라비 법전은 설형문자의 가장 잘 알려진 법이다. 그러나 그 이전에 많은 법들이 있었다.
비록 그들이 여러 다른 도시와 왕국에서 기록되었지만 이들 초기의 법들은 많은 공식을 공통적으로 지녔다.
대부분이 프롤로그와 에필로그를 포함하며 그것은 법을 만든 목적을 설명하며, 신의 권위를 축원하였고 독자에게 그들과 함께할 것을 명하였다.

## 설형문자 법의 시대
- 2350 BC - 라가시의 우루카기나의 개혁
- 2060 BC - 우르남무법전 (또는 슐기)
- 1934-1924 BC - 이신의 리피트-이시타르
- 1800 BC - 에쉬눈나의 법 ( 빌랄라마왕)
- 1758 BC - 함무라비 법전 -   282항
- 1500-1300 BC - 아시리아 법
- 1500-1400 BC - 히타이트 법

## 같이 보기
- 아시리아의 법